# Почка (ботаника)

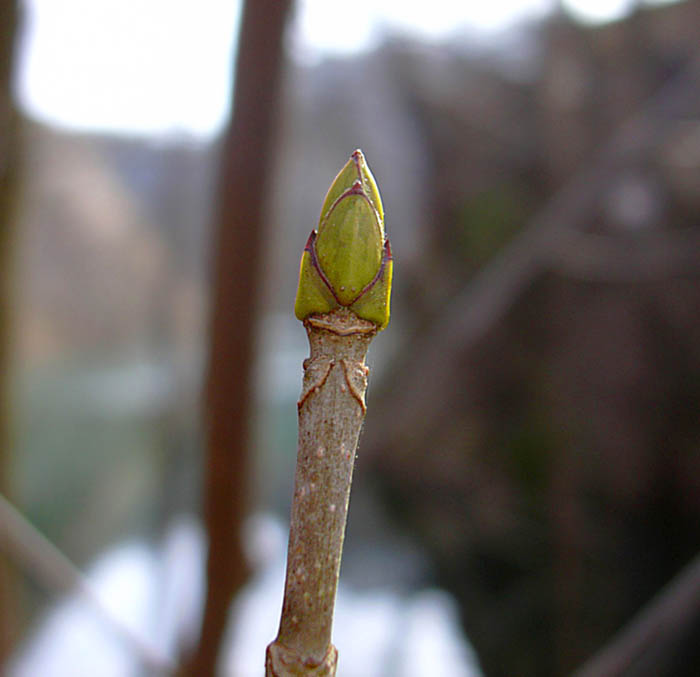
Верхушечная почка
Клён белый|Клён белый, или ложноплатановый, или явор (Acer pseudoplatanus)

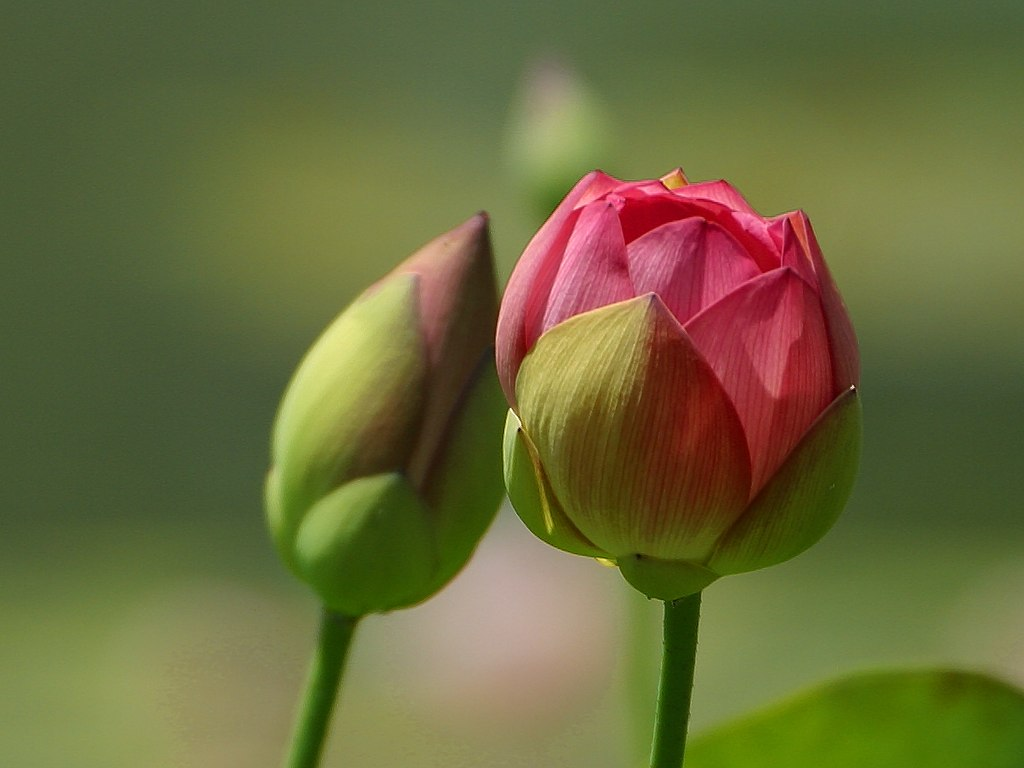
Цветочная почка (бутон).

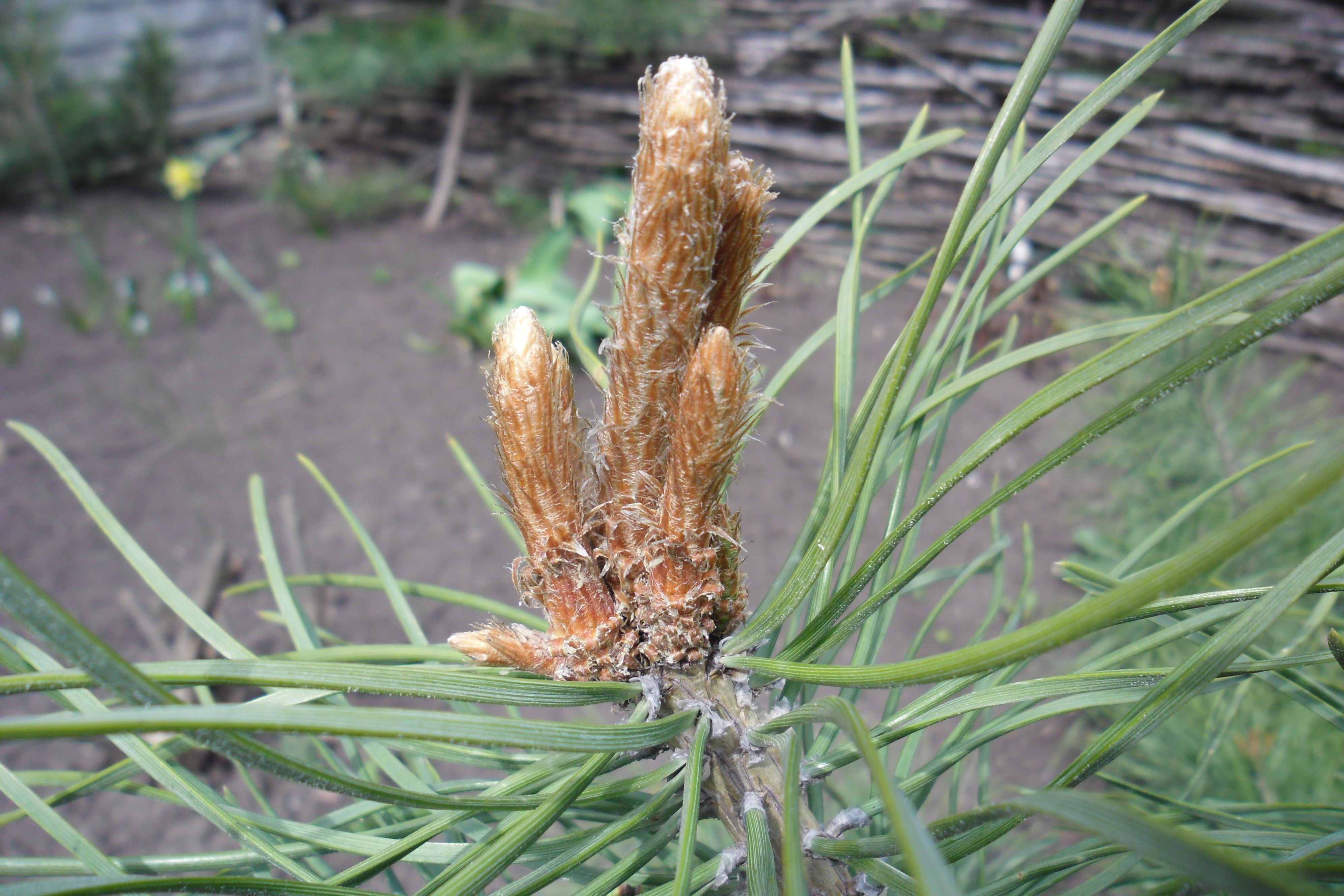
Почки сосны

Разновидности почек

По́чка (лат. gémma) — в ботанике побег на ранней стадии развития. Их изучает наука — морфология растений.

## Типы почек

### По месту образования
Почка обычно образуется у растения в пазухе листа (пазушная почка) либо на вершине побега (верхушечная почка, или терминальная почка), либо на взрослых органах (стебле, листе, корне; в этом случае она не связана ни с верхушками побегов, ни с узлами и не обнаруживает чётких закономерностей в своём расположении) — придаточная почка. Однажды появившись, почка может оставаться нераскрытой на определённый промежуток времени в состоянии покоя (спящая почка), либо тут же из неё начинает развиваться побег. Вегетативные почки, из которых развиваются вегетативные побеги, состоят из зачаточного стебля и зачаточных листьев. Генеративные почки, из которых развиваются цветки или соцветия, состоят из зачатков соцветий и цветков.

### По строению
Почки у многих древесных растений, особенно в умеренном или прохладном климате, покрыты видоизменёнными листьями, называемыми чешуями. Такие почки называют чешуйчатыми. Если чешуи отсутствуют, то такие почки называют обнаженными.
У кактусов имеются особые почки — ареолы, а почечные чешуи у них видоизменены в колючки. Иногда чешуи почек покрыты смолистым веществом для большей защиты. Когда почка раскрывается, чешуи могут увеличиться, но чаще опадают, оставляя на поверхности стебля ряд горизонтально-вытянутых рубцов. На основании количества таких рубцов можно частично определить возраст растения, так как в течение одного сезона растущий стебель образует на конце только одну почку, после которой образуется рубец. С течением времени такие рубцы постепенно стираются, так что определить полный возраст растения с помощью этого метода бывает затруднительно.
У обнаженной почки слаборазвитые листья часто покрыты избыточным ворсом. Голые почки присутствуют у таких кустарников, как Сумах (Rhus) и Калина (Viburnum), а также у травянистых растений. У последних очень часто почки более мелкие и состоят из однообразной массы клеток в пазухе листа.

### По функции
Если внутри почки заключены только зачатки цветков (одного или нескольких), то её называют цветочной почкой (генеративной). Цветочные почки противопоставляют листовым (вегетативным), заключающим в себе лишь зачатки стебля с листьями, и смешанным, в которых, кроме стебля и листьев, находятся зачатки цветов.
Материнская почка — почка, формирующаяся на растущих или закончивших рост побегах. В материнских почках образуются дочерние. После распускания материнской почки и вырастания из неё побега продолжения заложенные на этом побеге дочерние почки сами становятся материнскими.
Кочан (вилок) представляет собой чрезвычайно разросшуюся, но не развернувшуюся верхушечную почку, состоящую из большого числа листьев, сидящих на кочерыге (укороченном стебле). Кочан характерен, к примеру, для капусты огородной, латука посевного.

## Расположение
Поскольку почки формируются в пазухе листа, их распределение на стебле аналогично распределению листьев: они могут располагаться попеременно, супротивно, мутовчато, а также верхушечно на конце стебля. У некоторых видов растений почки могут появиться не в обычных местах их развития — такие почки называют придаточными. Например, у древесных растений придаточные почки могут развиться на корневой системе, в результате чего возникает корневая поросль. Некоторые травянистые растения, такие как, например, Бодяк полевой (Cirsium setosum), переживают зиму за счёт придаточных почек, так как его главный стебель отмирает ещё в первый год.